# Nucleoside
Nucleoside (phiên âm: nuclêôzit) là các hợp chất gồm một phân tử đường pentôza (đường 5C) liên kết với một phân tử base nitơ (nucleobase). Hợp chất này cũng còn gọi là glycosylamine. Nói một cách đơn giản, thì: 1 nuclêôzit = 1 base nitơ + 1 đường 5C.
Khi hợp chất này kết hợp một gốc phôtphat (từ H3PO4) nữa thì tạo thành một nuclêôtit, nên có tác giả đã mô tả nuclêôzit là nuclêôtit không có nhóm phôsphat. Do 1 nuclêôtit = 1 nuclêôzit + 1 gốc phôsphat, nên nó còn được xem là tiểu đơn vị (subunit) trực tiếp tạo nên một nuclêôtit.
Thuật ngữ "Nucleoside" này được cho là xuất hiện trong Hoá học vào khoảng từ năm 1891 - 1911.

## Các loại

### Phân nhóm theo đường 5C.
Bởi vì đường 5C (phân tử đường có năm nguyên tử cacbon) gồm hai loại chính là ribôza và đêoxyribôza, nên có thể phân chia thành hai nhóm:
-     Ribônuclêôzit là nuclêôzit cấu thành từ ribôza (C5H10O5);
-     Đêoxyribônuclêôzit là nuclêôzit cấu thành từ đêoxyribôza (C5H10O4).

### Phân loại theo tên base nitơ
Có năm loại base nitơ thường gặp nhất trong thành phần cấu tạo nên axit nuclêic là:
- Ađênin (viết tắt là A);
- Guanin (viết tắt là G);
- Timin (viết tắt là T);
- Uraxin (viết tắt là U);
- Xytôzin (viết tắt là C, ở Việt Nam viết tắt là X[9]).

Do đó, nếu mỗi loại base nitơ nói trên liên kết với một đường 5C, thì tạo thành các loại nuclêôzit khác nhau, phân biệt nhau bằng tên gốc của base nitơ (A, G, T, U hoặc X).
Trong các base nitơ này, A và G thuộc nhóm purin, còn T, X và U thuộc nhóm pyrimiđin, do kết hợp với hai loại đường 5C khác nhau (ribôza và đêoxyribôza), nên có 10 loại nuclêôzit khác nhau (xem bảng trên).

## Cấu tạo
Trong một nuclêôzit, nguyên tử cacbon số 1 (C1 theo số anomeric) của đường liên kết với một nguyên tử nitơ (N) của base nitơ, qua một liên kết gọi là liên kết glycôzit (glycosidic bond).
-     Nếu base nitơ thuộc nhóm purin (A, G) thì liên kết glycôzit nối với N9;
-     Nếu base nitơ thuộc nhóm pyrimiđin (T, X, U) thì liên kết glycôzit nối với N1.
Liên kết glycôzit có thể là dạng α- hoặc β-, tùy thuộc mặt nào của vòng đường 5C mà dị vòng N đã được liên kết. Khi một nuclêôzit được phôsphoryl hóa sẽ tạo thành một nuclêôtit.

## Vai trò

### Trong sinh giới
- Ở mỗi tế bào sống, nucleoside là tiểu đơn vị không thể thiếu để tế bào tạo thành nuclêôtit, từ đó mới có thể hình thành nên axit nucleic là cơ sở vật chất của tính di truyền. Thiếu một trong các thành phần này có thể phát sinh bệnh, chẳng hạn chứng acytosiosis ở người gây xảy thai không nhận thấy do phôi không có khả năng tổng hợp một loại này.
- Theo giả thuyết thế giới RNA, các ribonucleoside và ribonucleotide trôi nổi tự do đã có mặt trong "nồi xúp nguyên thủy", từ đó mới có thể hình thành nên các phân tử phức tạp hơn như RNA. Đã có thí nghiệm chứng minh sự ngưng tụ và kết hợp nucleobase với ribose để tạo ra ribonucleoside trong các microdroplet chứa nước, từ đó dẫn đến sự hình thành RNA tự nhân đôi.[10][11]

### Ứng dụng
- Trong y học, một số chất tương tự nucleoside được sử dụng làm chất chống vi-rút hoặc chống ung thư.[12] Enzym polymeraza của virus kết hợp các hợp chất này tạo nên các base không chính xác với nó, sẽ bị chuyển đổi thành nucleotide, gây rối loạn quá trình vận chuyển qua màng tế bào.
- Trong giải trình tự, dideoxynucleotide được sử dụng. Loại nucleotide này sở hữu đường dideoxyriboza khác thường, do thiếu nhóm hydroxyl 3 '(nhận phosphat). Do đó, nó không thể liên kết với base tiếp theo vì enzym DNA polymeraza không nhận biết được dạng khác thường này, nên chấm dứt quá trình nhân đôi DNA và chuỗi kết thúc tại vị trí này.